# Borovac (gmina Rogatica)
Borovac (cyr. Боровац) – wieś w Bośni i Hercegowinie, w Republice Serbskiej, w gminie Rogatica. W 2013 roku liczyła 7 mieszkańców.